# حرف التخيير
حرف التخيير هو حرف عطف يستعمل لتمكين المخاطب من اختيار أحد الأمرين المذكورين. وللتخيير حرفان: إما، أو.
مثال:
- تزوج هندًا أو والدتها.
  - تزوج: فعل أمر مبني على السكون، وفاعله ضمير مستتر تقديره: أنت.
  - هنداً: مفعول به منصوب بالفتحة.
  - أو: حرف عطف وتخيير.
  - والدتها: معطوف على هندًا تابع له في النصب، ها ضمير مبني في محل جر مضاف إليه.